# Блохинские Выселки
 Блохинские Выселки  — поселок в Лямбирском районе Мордовии в составе  Берсеневского сельского поселения.

## География
Находится на расстоянии примерно 2 км на запад от северо-западной границы города Саранск.

## История
Поселок основан в XX веке переселенцами из деревни Блохино.

## Население
Постоянное население составляло 77 человек (русские 77%) в 2002 году, 66 в 2010 году .